# Erzbistum Acerenza

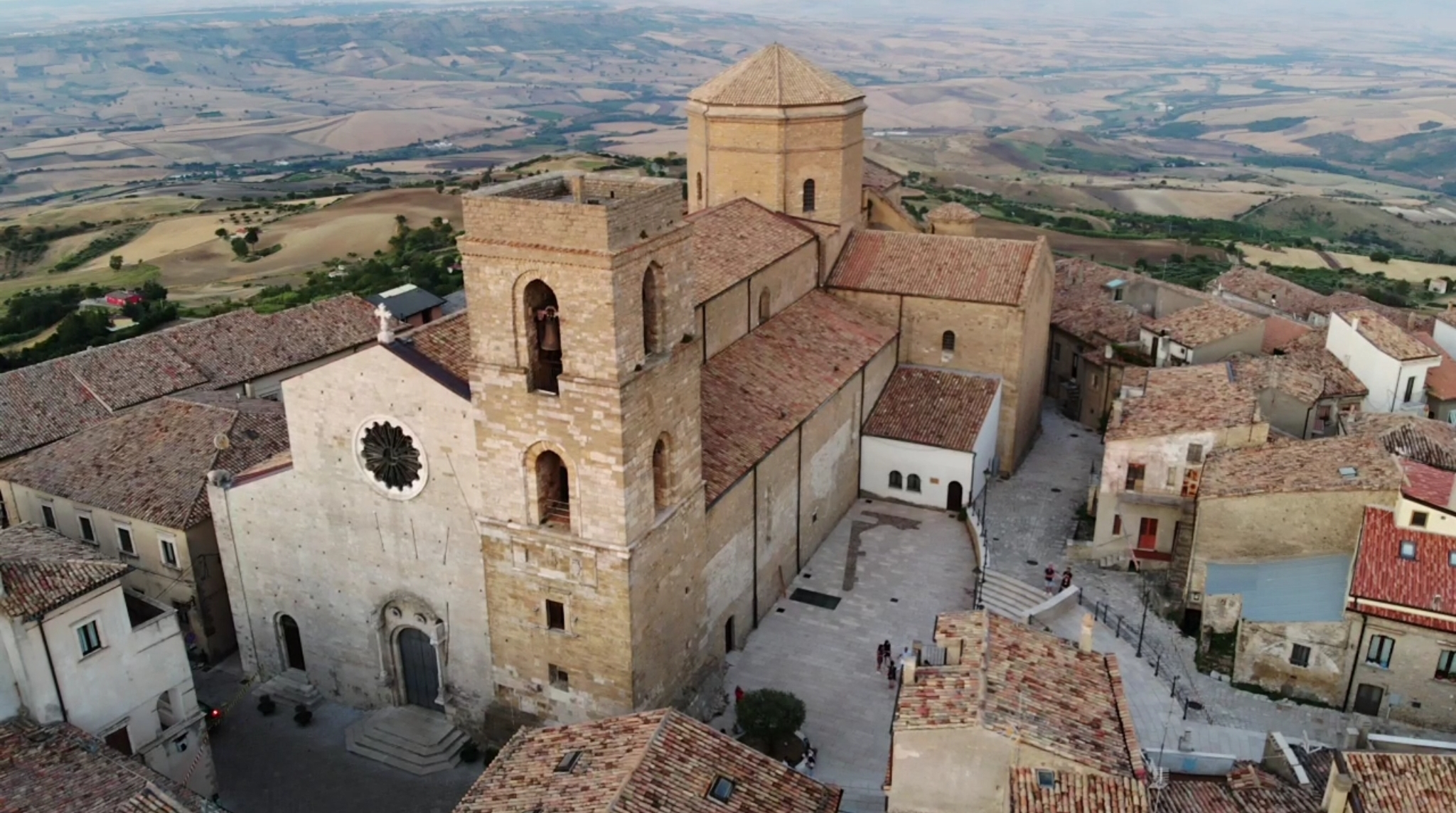
Kathedrale Santa Maria Assunta e San Canio in Acerenza

Das Erzbistum Acerenza (lat.: Archidioecesis Acheruntina, ital.: Arcidiocesi di Acerenza) ist eine in Italien gelegene römisch-katholische Erzdiözese mit Sitz in Acerenza.

## Geschichte
Im 4. Jahrhundert wurde das Bistum Acerenza errichtet. Im 10. Jahrhundert wurde das Bistum Acerenza dem Erzbistum Otranto als Suffraganbistum unterstellt. Im Jahre 968 erhielt der Bischof von Otranto durch den Kaiser von Konstantinopel die Erlaubnis, den Bischof von Acerenza zu weihen. Infolgedessen wurde die Kirchenprovinz Salerno errichtet, um den Einfluss der Kirchen des Byzantinischen Ritus zu begrenzen. Das Bistum Acerenza wurde zum Streitpunkt zwischen der römischen Kirche und der Ostkirche. 989 wurde das Bistum Acerenza deshalb der Kirchenprovinz Otranto, welche durch die Ostkirche beeinflusst war, entzogen und dem durch die lateinische Kirche beeinflussten Erzbistum Salerno als Suffraganbistum unterstellt. Das Bistum Acerenza wurde aber trotzdem aufgrund seiner geographischen Lage weiterhin durch das Erzbistum Otranto kulturell beeinflusst.
Im 11. Jahrhundert wurde das Bistum Acerenza zum Erzbistum erhoben. Die Bistümer Venosa, Potenza, Tricarico, Montepeloso, Gravina, Matera, Tursi, Latiniano, San Chirico und Oriolo wurden am 13. April 1068 durch Papst Alexander II. dem Erzbistum Acerenza als Suffraganbistümer unterstellt. Am 7. Mai 1203 wurde dem Erzbistum Acerenza das Erzbistum Matera angegliedert. Das Erzbistum Acerenza und Matera wurde am 27. Juni 1818 in Erzbistum Acerenza umbenannt. Am 9. November 1822 wurde das Erzbistum Acerenza in Erzbistum Acerenza-Matera umbenannt.
Das Erzbistum Acerenza-Matera wurde am 2. Juli 1954 durch Papst Pius XII. mit der Apostolischen Konstitution Acherontia in die Erzbistümer Acerenza und Matera geteilt. Die Bistümer Potenza, Venosa, Marsico Nuovo und Muro Lucano wurden dem Erzbistum Acerenza als Suffraganbistümer unterstellt. Am 21. August 1976 wurde das Erzbistum Acerenza durch Papst Paul VI. mit der Apostolischen Konstitution Quo aptius zum Bistum herabgestuft und dem Erzbistum Potenza und Marsico Nuovo als Suffraganbistum unterstellt. Das Bistum Acerenza wurde am 3. Dezember 1977 durch Paul VI. zum Erzbistum ohne den Status eines Metropolitanbistums erhoben.